# Американский неудачник
«Американский неудачник» (англ. American Underdog) — биографический спортивный фильм о квотербеке Национальной футбольной лиги (НФЛ) Курте Уорнере, снятая братьями Эндрю и Джоном Эрвинами. Фильм рассказывает о пути Уорнера как незадрафтованного игрока, который поднялся до победы на Супербоуле XXXIV. В главных ролях Закари Ливай в роли Уорнера, Анна Пэкуин в роли его жены Бренды и Деннис Куэйд в роли его главного тренера Дика Вермейла.
Фильм был выпущен в прокат в США 25 декабря 2021 года компанией Lionsgate. Он получил в основном положительные отзывы критиков и собрал более 26 миллионов долларов. «Американский неудачник» был номинирован на премию GMA Dove Award как «Вдохновляющий фильм/сериал года» на церемонии вручения наград GMA Dove Awards 2022.

## Сюжет
Молодой Курт Уорнер смотрит Супербоул XIX. Затем он берет на себя обязательство на всю жизнь стать квотербеком Cупербоула и MVP..
Несколько лет спустя Курт на пятом курсе играет за Университета Северной Айовы (UNI) под руководством тренера Терри Аллена, и у Уорнера ничего не получается. Аллен угрожает отправить его на скамейку запасных после того, как он неоднократно не прислушивался к его тренировкам, что фактически положило бы конец мечте Уорнера о НФЛ. После жестоких тренировок по требованию тренера Курт продолжает оставаться в стартовом составе, и его показатели растут до такой степени, что у него появляется шанс попасть на драфт.
Тем временем Курт интересуется женщиной, которую он видит танцующей в загородном баре, поэтому решает научиться танцевать, чтобы произвести на нее впечатление. Её зовут Бренда, она мать-одиночка с двумя детьми и студент-медик, испытывающая финансовые трудности. Хотя она не думает, что это сработает, Курт настойчив и идет за три мили до ее дома, чтобы получить ее номер телефона. Он узнает, что она была капралом морской пехоты и что ее сын инвалид. Курт мгновенно сближается с детьми, убеждая её быть вместе.
Поскольку его последний сезон в студенческом футболе закончился, Курт с нетерпением ждёт драфта. Его не выбирают, и он задается вопросом, почему Бог дал ему мечту, которой он никогда не достигнет. Позже «Грин-Бей Пэкерс» дают ему шанс попробовать себя, но дела идут плохо, и Курт уходит домой удрученный. Став бездомным, он переезжает в подвал Бренды. Он устраивается на работу в продуктовый магазин «Хай-Ви» и работает по ночам, заполняя полки. Он обнаруживает, что успех достигается не на футбольном поле, а в том, как человек действует, сталкиваясь с разочарованием.
Родители Бренды продают дом и переезжают в другой штат, что ставит их в затруднительное положение, и пара продолжает бороться. В какой-то момент в их машине заканчивается бензин, и Курт проходит несколько миль в метель, чтобы заправиться.
К Курту обращается Джим Фостер, который предлагает ему позицию защитника в команде «Айова Барнстормерс» из Футбольной лиги Арены. Курт соглашается, обнаружив, что никто в НФЛ им не интересуется.
Футбол на арене отличается тем, что поле меньше по размерам и гораздо более динамичная игра. Он проигрывает свою первую игру, но выигрывает следующую. Отношения Курта и Бренды натянуты из-за долгих поездок на работу, и они ненадолго расстаются. Родители Бренды погибли во время торнадо, и они с Куртом решают снова быть вместе. Они женятся, и Курт завершает сезон Футбольной лиги Арены 1996 года с «Айовой Барнстормерс» проигрышном матче в Аренабоул X, когда его завершенный пас в последнем розыгрыше игры не доходит на один ярд до зачетной зоны.
Курта приглашают на очередной просмотр в «Сент-Луис Рэмс». Он не думает, что добьется успеха, поскольку ему приходится заново приспосабливаться к нормальному футболу, а координатор нападения Майк Марц безжалостно ругает его за каждую ошибку. Главный тренер Дик Вермейл верит в него и говорит Курту, что он попал в команду. Когда стартовый защитник Трент Грин выбывает из-за травмы в предсезонке НФЛ 1999 года, Курт в конечном итоге занимает его место.
В своей первой игре Курт и «Рэмс» сталкиваются с сильной защитой «Балтимор Рэйвенс» во главе с полузащитником Рэем Льюисом. После провала в своей первой атаке Курт разбирает защиту «Воронов». С преимуществом 27–10 «Рэмс» выстраиваются в победный строй, и Уорнер встает на колено, чтобы завершить игру. Он сразу же благодарит Бога за предоставленную возможность и целует Бренду на трибунах.
В том сезоне «Рэмс» закончил сезон с результатом 13–3, став известными как «Величайшее шоу на газоне» из-за мощного нападения под руководством Уорнера. «Рэмс» победили «Теннесси Тайтенс» в Супербоуле XXXIV. Во время игры Курт бьёт рекорд Джо Монтаны по количеству пасовых ярдов в Суперболе. Это помогло ему стать MVP Супербоула и НФЛ, что сделало его первым незадрафтованным игроком, который вписал своё имя в историю НФЛ.
В титрах указано, что он будет участвовать ещё в двух других Супербоулах (XXXVI и XLIII). В 2017 году он был занесен в Зал славы профессионального футбола, и они с Брендой продолжают жить счастливо в браке, имея семерых детей.

## В ролях
| Актёр           | Роль         |
| --------------- | ------------ |
| Закари Ливай    | Курт Уорнер  |
| Анна Пэкуин     | Бренда Муни  |
| Сердариус Блейн | Майк Хаднатт |
| Брюс Макгилл    | Джим Фостер  |
| Хейден Заллер   | Зак          |
| Чейнс Келли     | Майк Марц    |
| Деннис Куэйд    | Дик Вермейл  |
| Адам Болдуин    | тренер Аллен |
| Синди Хоган     | Сью Уорнер   |
| Дэнни Винсон    | Ларри        |
| Маккилин Роу    | Маршалл      |
| Симеон Кастиль  | Айзак Брюс   |

## Производство
Биографический фильм о Курте Уорнере был анонсирован в феврале 2020 года, когда Эндрю и Джон Эрвины были наняты для постановки фильма под названием «Американский неудачник: История Курта Уорнера». В сентябре 2020 года было объявлено, что Закари Ливай сыграет роль Уорнера. В январе 2021 года к фильму присоединились Анна Пэкуин и Деннис Куэйд.
Съемки начались 25 января 2021 года и завершились 6 марта. Съемки проходили в Атланте и Оклахома-Сити. Позже название фильма было сокращено до «Американский неудачник» после маркетинга фильма и объявления даты выхода в Рождество.

## Релиз
Фильм вышел 25 декабря 2021 года. Ранее его планировалось выпустить 18 декабря 2021 года, но он был отложен по сравнению с предыдущей датой, 10 декабря 2021 года, из-за задержки графика съемок во время пандемии COVID-19. Премьера фильма состоялась 15 декабря 2021 года в Китайском театре TCL в Лос-Анджелесе.

### Цифровой прокат
Фильм был выпущен в цифровой прокат 4 февраля 2022 года и выпущен на Blu-ray и DVD 22 февраля 2022 года.

## Реакция

### Кассовые сборы
В США и Канаде «Американский неудачник» собрал в прокате 26,5 миллионов долларов при бюджете в 25,0 миллионов долларов. Он был показан в 2814 кинотеатрах, конкурируя с «Дневником для Джордана» и широким распространением «Лакричной пиццы». Заработав около 1 миллиона долларов на расширенных показах за неделю до официального открытия, он провёл семь недель в десятке лучших по кассовым сборам.

### Реакция критиков
На сайте агрегаторе рецензий Rotten Tomatoes 75% из 69 рецензий критиков положительные со средней оценкой 6,6 из 10. Metacritic, который использует средневзвешенное значение, присвоил фильму оценку 53 из 100 по мнению 14 критиков, что указывает на «смешанные или средние» отзывы.